# Muzej automobila „Ferdinand Budicki”
Muzej automobila „Ferdinand Budicki” muzej je automobila u Jablanovcu kraj Zaprešića. Prvi je muzej takvog tipa u Hrvatskoj. Nalazi se na adresi Zaprešićka ulica 2 u sklopu šoping centra Westgate, Jablanovec. Muzej je otvoren 3. srpnja 2013. u Zagrebu. Godine 2018. muzej se preselio iz nekadašnje zagrebačke tvornice Pluto u šoping centar Westgate. U muzeju je izloženo više od 100 povijesnih automobila, motocikla i bicikla te nekoliko tisuća fotografija iz obiteljskih albuma prvih hrvatskih vozača.
Muzej je osnovao ljubitelj automobila Valentino Valjak. Muzej nosi ime po Ferdinandu Budickom, pioniru automobilizma, biciklizma i zrakoplovstva u Hrvatskoj. Od izložaka značajni su: kamion iz Praga iz 1916. godine, koji je ujedno najstariji kamion u Hrvatskoj, skupi Jaguar E-Type, Ford Model T iz 1922., rijetki Rolls-Royce Silver Shadow iz 1967., Citroën 2CV (spaček) I Zastava 750 (fićo). Muzej također prikazuje povijest automobilizma u Hrvatskoj kroz fotografije i nekoliko sati dokumentarnog filma.
Prva tematska izložba održana je od 1. rujna do 1. studenog 2013. kada su izložena šest primjerka Citroëna 2CV povodom 65. rođendana tog modela. Od 17. travnja 2015. muzej organizira tjedne izložbe na otvorenom na Britanskom trgu.
Cijena ulaznice za odrasle je 30 kuna, a za djecu 20 kuna. Otvoren je sedam dana u tjednu.

## Vanjske poveznice
- Službena web-stranica